# Bastion 23
Bastion 23 o Q' asr Rouy' è un palazzo situato nei presso della casba di Algeri. L'edificio è un esempio dell'architettura ottomana in Algeria ed è stato convertito in un polo museale con differenti sezioni dedicate all'architettura, all'arte tradizionale e alla musica.

## Galleria d'immagini

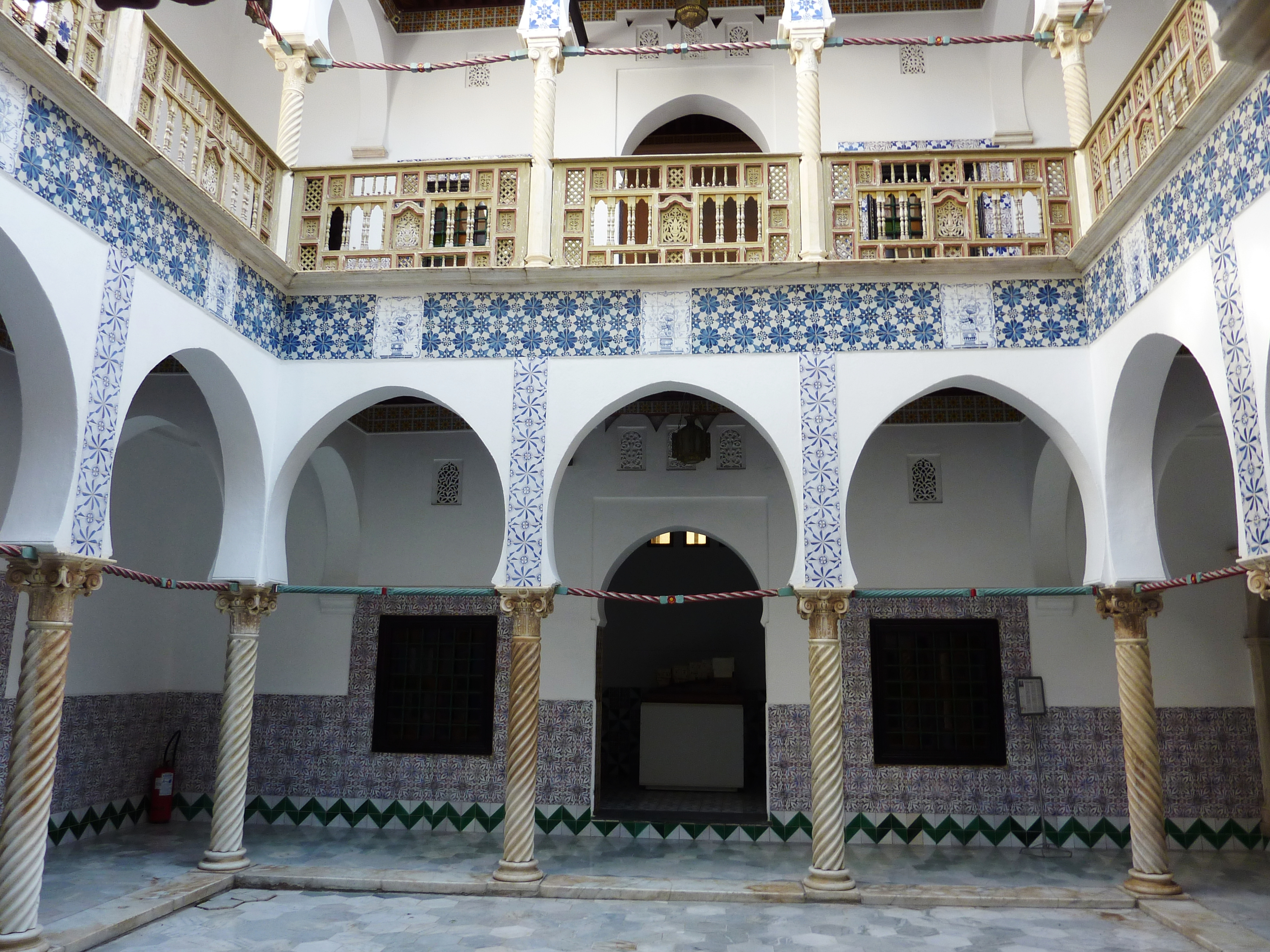
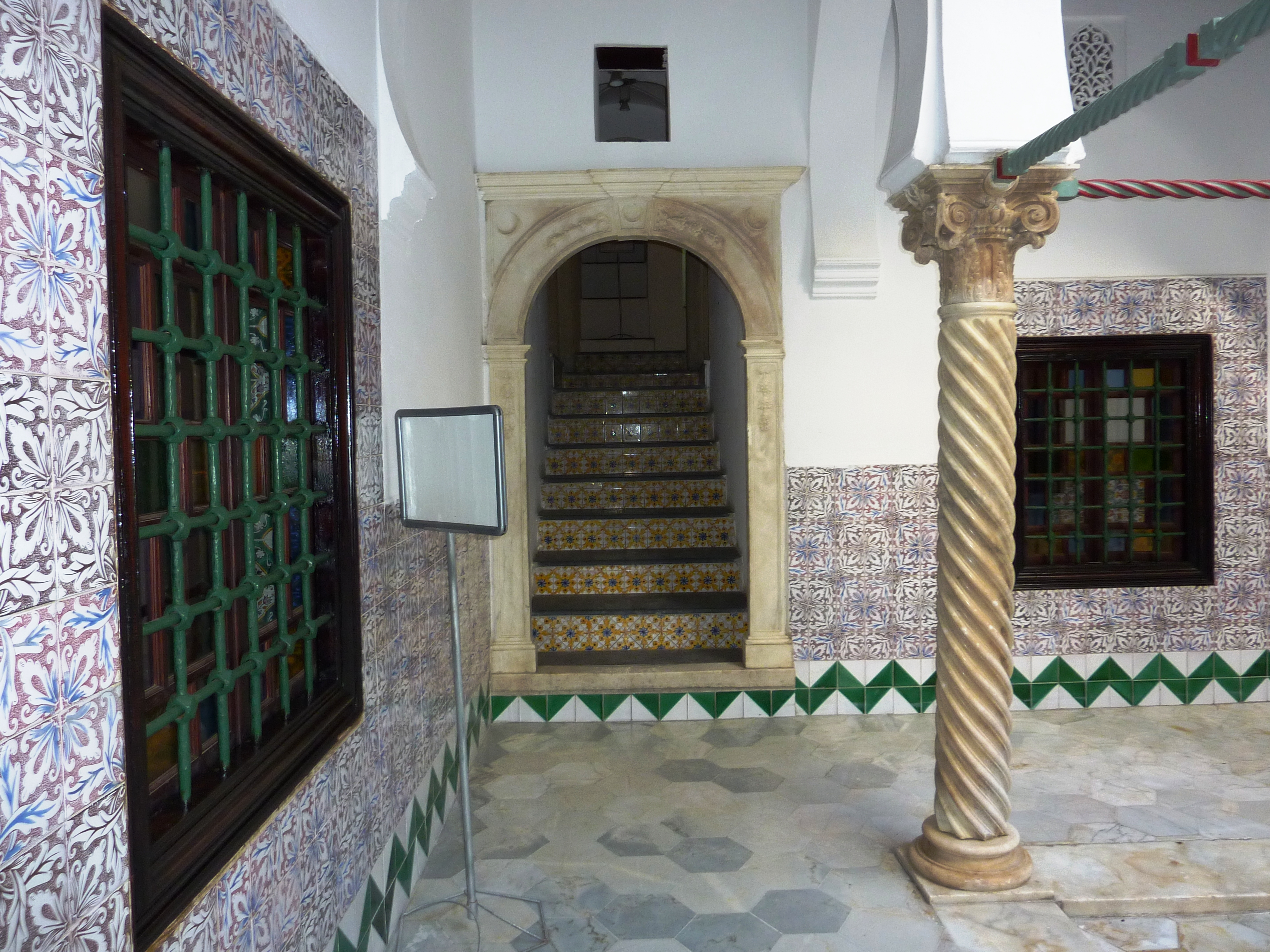
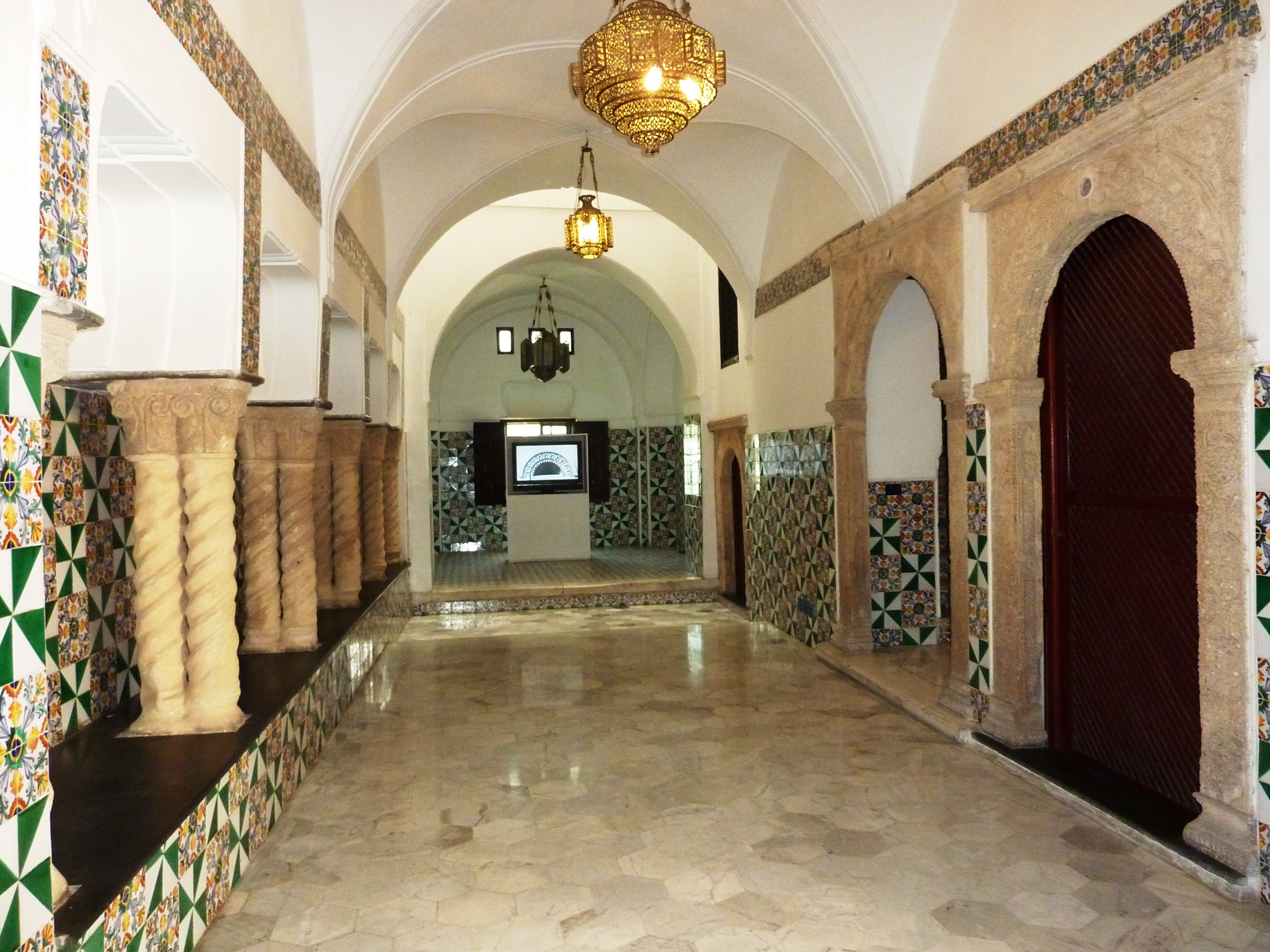
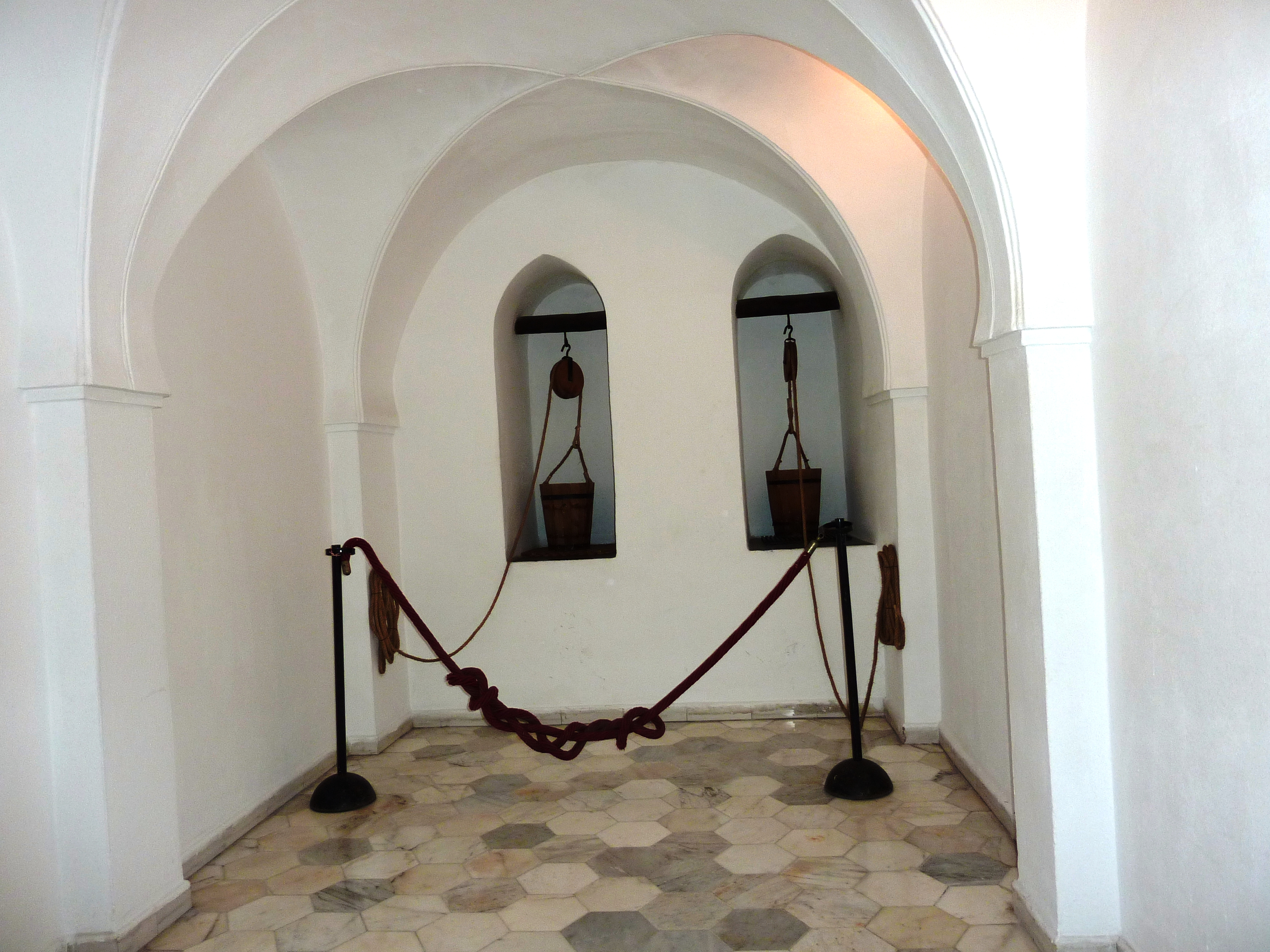
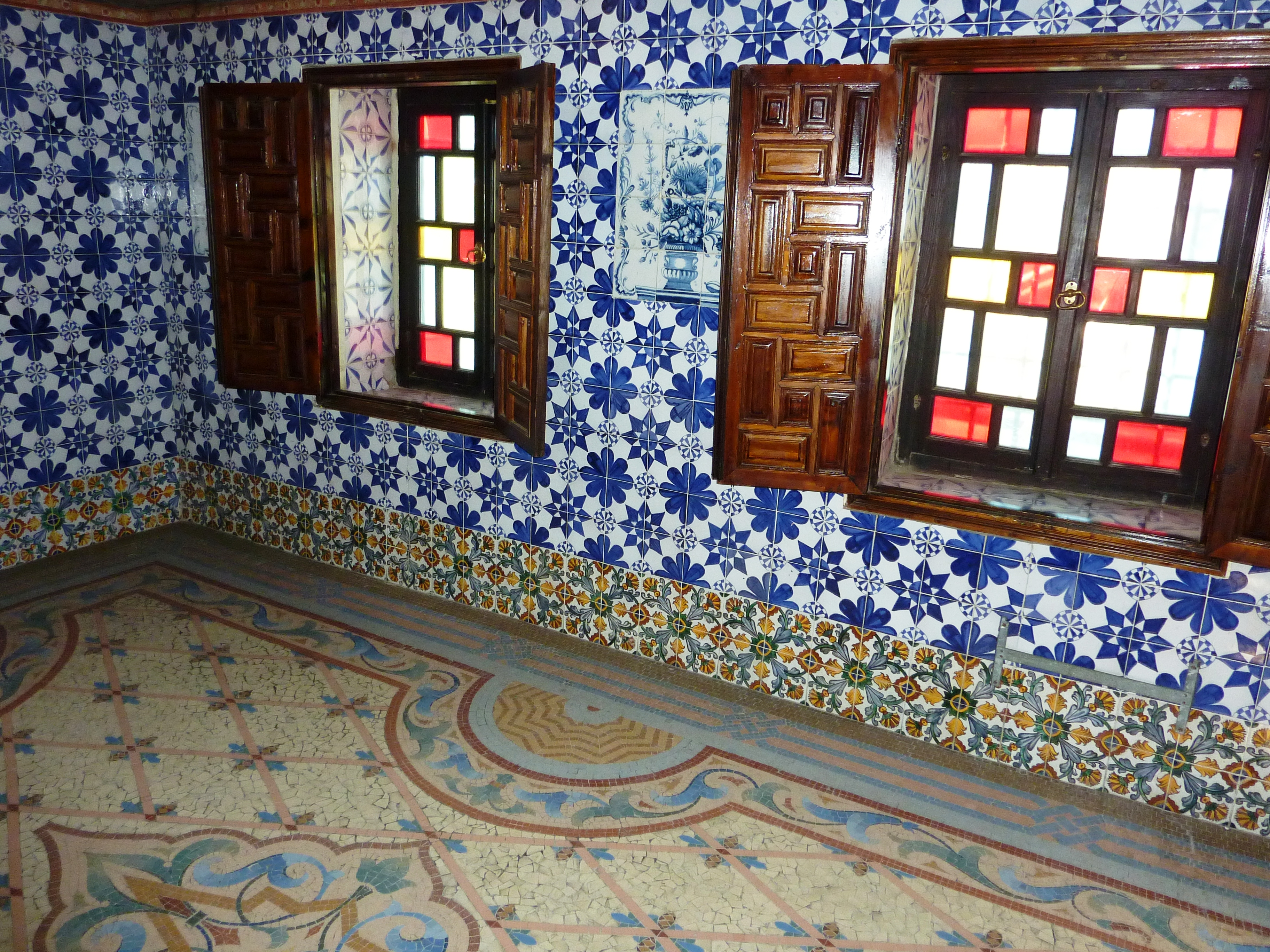
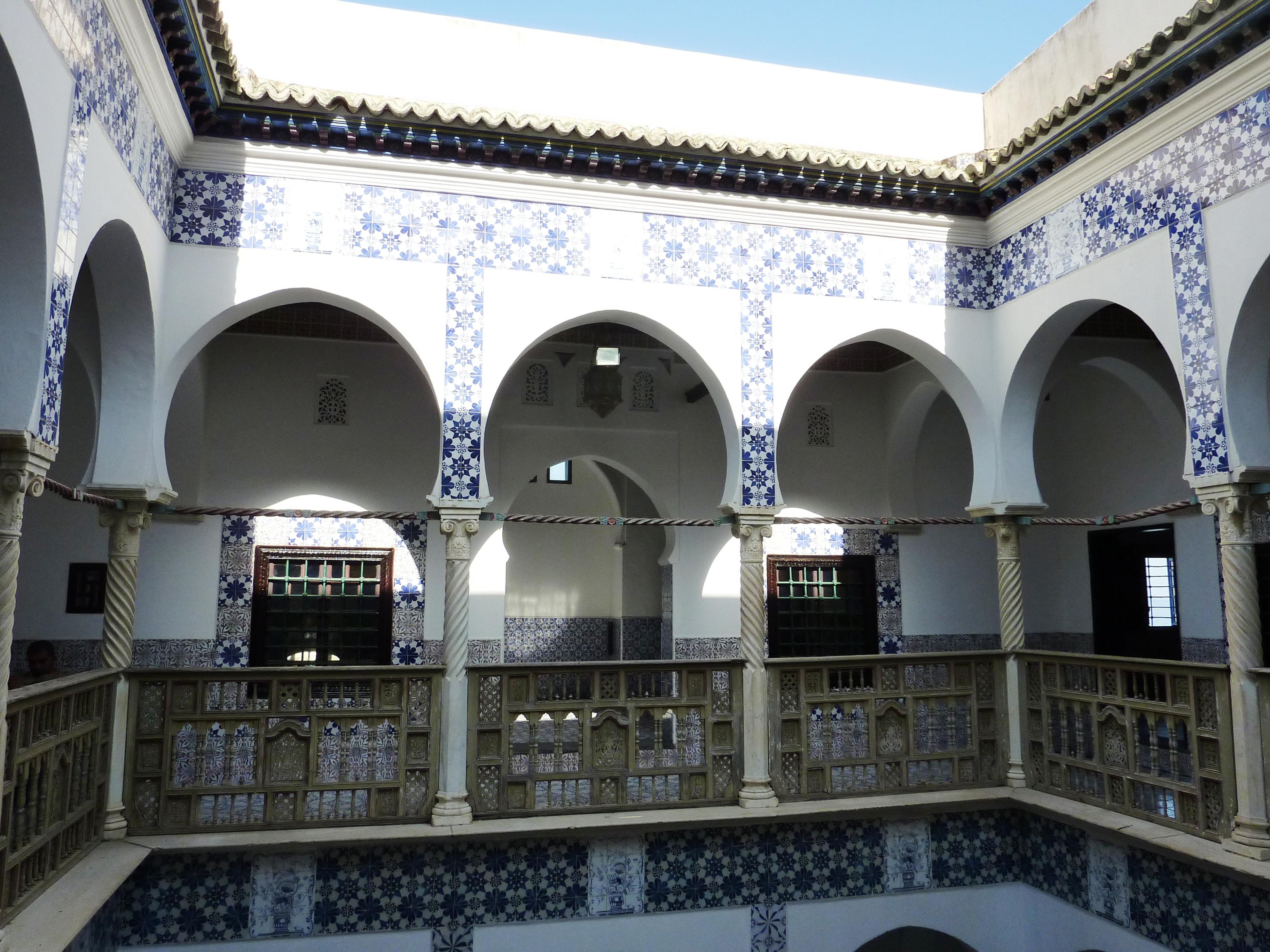